# HD 25202
HD 25202，又名BD+17 666，SAO 93721、HR 1238，是一颗恒星，视星等为5.89，位于銀經173.65，銀緯-25.5，其B1900.0坐标为赤經3h 55m 2.9s，赤緯+17° -25.5′ 43″。